# 桑迪亞 (加利福尼亞州)
桑迪亞（英語：Sandia）是位於美國加利福尼亞州因皮里爾縣的一個非建制地區。該地的面積和人口皆未知。

## 地理
桑迪亞的座標為32°53′08″N 115°24′21″W / 32.88556°N 115.40583°W，而該地的平均海拔高度為-25米（即-82英尺）。